# ウォルト・ディズニー・スタジオ・ホーム・エンターテイメント
ウォルト・ディズニー・スタジオ・ホーム・エンターテイメント (Walt Disney Studios Home Entertainment : WDSHE) は、ウォルト・ディズニー・カンパニーにあるディズニー・エンターテインメントのホームビデオ配給部門である。この部門は、ディズニー映画、テレビシリーズ、その他のオーディオビジュアルコンテンツを、世界中のさまざまなブランドレーベルのもと、Ultra HD Blu-ray、Blu-ray Disc、DVD、デジタルメディアなど、複数のホームメディアフォーマットで販売している。1987年にブエナ・ビスタ・ホーム・ビデオとして法人化された。1997年にブエナ・ビスタ・ホーム・エンターテイメント (Buena Vista Home Entertainment) に変更したが、2007年に現在のウォルト・ディズニー・スタジオのブランド名に改称したが、法的な会社名としてはブエナ・ビスタのブランド名を維持したままである。
日本市場ではウォルト・ディズニー・ジャパン（ウォルト・ディズニー・スタジオ・ジャパンから改称）が発売元となっている。2024年5月13日にハピネットの子会社であるハピネット・メディアマーケティングとライセンス契約を締結し、同年10月1日より、ウォルト・ディズニー・ジャパンとのビデオソフトの製造・販売事業をハピネット・メディアマーケティングに移管した。これに伴い、ポニーキャニオンは2024年9月30日まで販売を担当した。

## 歴史

### バックグラウンド
ディズニーがビデオの発売を開始する以前は、MCAディスコビジョンが新しく開発したディスクフォーマット（のちにレーザーディスクと呼ばれる）用にいくつかのタイトルをライセンス契約していた。ディズニーとMCAの契約は1981年12月に終了した。
1980年、ディズニーはウォルト・ディズニー・テレコミュニケーション・アンド・ノンシアトリカル・カンパニー (WDTNT) の一部として独自のビデオ販売事業を設立し、ジム・ジミロが初代社長に就任した。当時、ディズニーはホームビデオを主要な市場とは考えていなかった。WDTNTはまた、ホームムービー用の短い8mmフィルムなど、その他の雑多な補助的アイテムのマーケティングを扱っていた。
ディズニーが最初に発売したテープは、1980年3月4日にフォトマットにレンタルが認められた13作品であり、最初は4都市（シカゴ、ヒューストン、フィラデルフィア、サンフランシスコ／オークランド／サンノゼ）でテストされ、1980年末までに全米に拡大する予定であった。契約では7.95ドルから13.95ドルのレンタル料が指定されていた。
ディズニーは、大手スタジオの中では珍しく、正規にレンタルするプログラムを提供していた。当時ビデオカセット市場に参入していた他のほとんどのスタジオは、販売店による自社の映画テープのレンタルを阻止する方法を模索していた。フォトマットがマグネティック・ビデオのテープを無許可でレンタルし始めた後、マグネティック・ビデオ（20世紀フォックスなどのタイトルがある）はフォトマットとの取引を停止した。
1980年代後半、ディズニーはビデオを流通させる他の手段を模索し始め、ターゲット、カルドー、ウォルマートなどの量販店と契約を交わした。1989年、ディズニーは棚貸し業者を排除することで、製品の流通をさらに管理することを目指した。この頃、スタジオは広告キャンペーンで大手小売業者と提携するようになった。

### ブエナ・ビスタ・ホーム・ビデオ
ブエナ・ビスタ・ホーム・ビデオは、1984年にWDTNTのレーベルとして発足し、当初はホパロン・キャシディのテープを配信するために使われていた。やがて、BVHVは、ディズニー以外のアニメーション（『空飛ぶロッキーくん』や『アルビンとチップマンクス』など）、コンサートやその他の大人向けの音楽のタイトル、『The Very Best of The Ed Sullivan Show』などの特番といった様々なコンテンツに使用されるレーベルとなった。やがて、1987年2月13日、ブエナ・ビスタ・ホーム・ビデオが法人化された 。｢ブエナ・ビスタ｣の名称は、BVHE の名義で発売されたテープの所有権者でもあったブエナ・ビスタ・ピクチャーズ・ディストリビューションから取ったものである。
1992年11月、ブエナ・ビスタ・ホーム・ビデオはジム・ヘンソン・プロダクションと世界的なジョイントベンチャーを立ち上げ、様々なマペット作品を含むヘンソンが所有する作品を販売するジム・ヘンソン・ビデオを設立した。同社はそれまで1983年から1985年までマペットのコンテンツをマペットホームビデオという名前でアメリカで販売していた。これは1998年まで続き、同社はソニー・ピクチャーズのコロンビア・トライスター・ホーム・ビデオ部門に移った。
1993年7月、ブエナ・ビスタ・ホーム・ビデオは、DICエンターテイメントと数百万ドル規模の北アメリカにおける数年間のライセンス契約に調印した。この契約には、DICの30分アニメ1,000本以上のコンテンツに加え、ホームビデオ専門レーベルの設立、インタラクティブやマルチメディアの機会も含まれていた。この契約は、DICがディズニーに売却された2000年まで続き、その後DICは翌年5月にライオンズゲート・ホームエンターテイメントと契約を交わした。
1996年4月、ディズニーとキャピタル・シティーズ/ABCとの合併に伴う再編により、ブエナ・ビスタ・ホーム・ビデオはディズニー・テレビジョン&テレコミュニケーション・グループからウォルト・ディズニー・スタジオに移管されることになった。1996年8月、ディズニーと徳間書店は、ブエナ・ビスタ・ホーム・ビデオがスタジオジブリのアニメーション映画の全世界における家庭向けソフトの販売権を取得する契約を締結した。ディズニーは、ウォルト・ディズニー・ピクチャーズ、ブエナ・ビスタ・ホーム・ビデオ、ミラマックス、タッチストーン・ピクチャーズを通じて、ジブリの15作品の英語吹き替え版を制作し、配給することになったのである。ブエナ・ビスタ・ホーム・ビデオは、1997年にブエナ・ビスタ・ホーム・エンターテイメントと改称された。
2005年、ロジャー・コーマン所有の制作会社ニュー・コンコルドは、ブエナ・ビスタ・ホーム・エンターテイメントと販売契約を結び、BVHEに、1984年以前のニューワールド・ピクチャーズのライブラリを含む400本のコーマン制作作品のビデオ販売権を2008年まで与えることになった。
全社的な取り組みの一環として、ブエナ・ビスタ・ホーム・エンターテイメントは2007年に「ブエナ・ビスタ」ブランドをやめ、ウォルト・ディズニー・スタジオ・ホーム・エンターテイメントと改称した。しかし、同部門は法的な会社名としてブエナ・ビスタを維持した。2017年7月、GKIDSはディズニーからスタジオジブリ作品の北米における家庭向けソフトの販売権を取得したが、日本、中国、台湾における同社作品の家庭向けソフトの販売は継続して取り扱っていた。2019年3月にディズニーが21世紀フォックスを買収し、2020年1月に20世紀フォックスが20世紀スタジオに改称された後、同年数ヵ月後に20世紀フォックス ホーム エンターテイメントがウォルト・ディズニー・スタジオ・ホーム・エンターテイメントに編入されている。

## 販売
現在、デジタル配信、Blu-ray Disc、DVDを多くのレーベルから全世界に販売している。

### 期間限定販売
ディズニーは、業界では「ディズニー・ヴォルト」と呼ばれる映画ライブラリーの期間限定販売を長い間行っていることで知られている。ディズニーは、この期間限定販売戦略は、販売網をコントロールするためと、次世代の消費者のために作品を再発売するためであると述べている。この戦略は、2019年にディズニーに買収された後、20世紀フォックスのライブラリーにも採用された。

### 長編アニメーション
ディズニーは1984年に初めてビデオカセットで『ロビン・フッド』を発売した。ディズニーの長編アニメが初めてビデオカセットで発売されたのは、1981年6月28日の『ダンボ』であり、レンタル専用であった。『くまのプーさん 完全保存版』はレンタルと販売が同時に行われた。『ふしぎの国のアリス』は1981年10月15日にレンタル専用で登場した。『ファン・アンド・ファンシー・フリー』は、1982年に『'Fun and Fancy Free' Featuring Mickey and the Beanstalk』として、同作品の中で最もよく知られている短編を厳選して発売された。

### ウォルト・ディズニー・ホーム・ビデオ
1981年にディスコビジョンとの契約が終了し、ディズニーはウォルト・ディズニー・ホーム・ビデオというレーベルで、自社網で流通業者や 販売業者にレーザーディスクの発売を開始した。1982年6月、まずは5作品が発売された。『ブラックホール』、『ラブ・バッグ』、『星の国から来た仲間』、『くまのプーさん 完全保存版』、『ミッキーマウスとドナルド・ダックの傑作アニメ集1』である。7月にはさらに5タイトルが出荷された。『ピートとドラゴン』、『ダンボ』、『ミシシッピ決死隊』、『ファミリー・バンド』、『ミッキーマウスとドナルド・ダックの傑作アニメ集2』である。
ディズニーは1981年後半にアニメの総集編（1983年より前のウォルト・ディズニー・カートゥーン・クラシックス）をさらに発売し、『Goofy Over Sports』や『A Tale of Two Critters』などがある。
『ダンボ』は 1982年夏にビデオで販売され、『ふしぎの国のアリス』は 1982年11月に販売された。次に発売された長編アニメーション（「パッケージ」のオムニバス形式アニメを除く）は、1984年12月3日の『ロビン・フッド』で、「ウォルト・ディズニー・クラシックス」コレクションがスタートした。1982年までに、すべてのビデオ作品は、新作とともに販売とレンタルが行われたが、高価格であった。
1985年7月16日、『ピノキオ』のビデオが発売され、その年のベストセラーとなった。その後、1985年11月6日から実写作品をリパッケージした『1985 Making Your Dreams Come True Promotion』が始まり、『ダンボ』も同日に発売された。
日本のゲオ・TSUTAYAなどのレンタルビデオ店では、2019年のスカイウォーカーの夜明けをもって、新作の商業向けレンタルビデオのリリースを終了した。ただし、公共図書館向けのレンタルビデオは引き続き配給されている。また、スタジオジブリ作品は引き続きレンタルビデオの新作流通が続いている。

### ディズニーDVD
ディズニーDVDは、ブエナ・ビスタ・ホーム・エンターテイメントがディズニーブランドの映画をリリースする際のブランド名である。ディズニーは1997年にDVDのタイトルリリースに取り組み始めたが、イギリスでは1998年初頭までこのフォーマットでリリースされなかった。ディズニー初のアメリカでのDVDリリースは、1998年3月1日の『メリー・ポピンズ』であった。VHSの販売は、2006年2月7日に発売された『バンビ2 森のプリンス』で終了した。

### ディズニーブルーレイ
ディズニーブルーレイは、ブエナ・ビスタ・ホーム・エンターテイメントがディズニーブランドの映画を高画質で販売するためのブランド名である。2006年後半に、ディズニーは『パイレーツ・オブ・カリビアン』、『ナショナル・トレジャー』 、『ナルニア国物語』の最初の2作品をブルーレイで発売し始めた。
2010年後半、ウォルト・ディズニー・スタジオ・ホーム・エンターテイメントは、『Disney's クリスマス・キャロル』と『アリス・イン・ワンダーランド』を皮切りに、3D映画をBlu-ray 3Dで発売した。2017年、ウォルト・ディズニー・スタジオ・ホーム・エンターテイメントは、北アメリカ地域における家庭での3Dへの注目度が低下したためと思われるが、同フォーマットでの新作のリリースをひっそりと打ち切った。にもかかわらず、ウォルト・ディズニー・スタジオ・ホーム・エンターテイメントは、他の地域で引き続きBlu-ray 3Dで新作を発売している。

### ディズニー・セカンド・スクリーン
2011年3月1日に発売された『バンビ』ダイヤモンド・コレクションから新たに登場した「ディズニー・セカンド・スクリーン」は、パソコンやiPadのアプリをダウンロードすることで、映画を鑑賞しながら追加コンテンツを楽しむことができる機能である。映画と同期して、映画の再生に合わせて、トリビア、フォトギャラリー、アニメーション・フリップブックなどのインタラクティブな要素がiPadやパソコンの画面上に表示される。現在、アメリカとカナダ国内の英語圏で利用可能である。

### Ultra HD Blu-ray
ディズニーは2017年8月22日の『ガーディアンズ・オブ・ギャラクシー:リミックス』から、新作映画のUltra HD Blu-rayでの発売を開始した。クリストファー・ノーランの『プレステージ』は、2017年12月19日にタッチストーンの名義で、ディズニー初のUHDでの旧作を発売した。